# Amtsgericht Volkach
Das Amtsgericht Volkach war ein von 1879 bis 1939/45 bestehendes bayerisches Gericht der ordentlichen Gerichtsbarkeit mit Sitz im unterfränkischen Volkach.
Mit Einführung des Gerichtsverfassungsgesetzes am 1. Oktober 1879 wurde in Volkach ein Amtsgericht errichtet, dessen Sprengel aus dem vorherigen Landgerichtsbezirk Volkach gebildet und folglich die Orte Astheim, Dimbach, Düllstadt, Eichfeld, Escherndorf mit Vogelsburg, Fahr mit Elgersheim, Gaibach mit Hallburg und Öttershausen, Gernach, Järkendorf, Köhler, Kolitzheim mit Wadenbrunn, Krautheim mit Wenzelsmühle, Laub, Lindach, Nordheim am Main, Obereisenheim mit Schiffmühle, Obervolkach mit Stettenmühle, Reupelsdorf mit Fuchsenmühle und Wasenmeisterei, Rimbach mit Strehlhof, Sommerach, Stadelschwarzach, Stammheim, Untereisenheim mit Kaltenhausen, Volkach mit Schaubmühle, Kirchberg und Herrnmühle, sowie Zeilitzheim mit Herleshof und Lohmühle umfasste und seinen Sitz im ehemaligen fürstbischöflichem Amtshaus hatte. Übergeordnete Instanzen waren das Landgericht Schweinfurt und das Oberlandesgericht Bamberg.
Das Volkacher Amtsgericht hatte auch nach 1918 das Recht des ersten Zugriffs bei Vergehen und Verbrechen sowie die Polizeistrafgerichtsbarkeit inne. Bei Prozessen um geringen Streitwert wurde auch zivilrechtlich hier verhandelt. Im Jahr 1921, im Zuge des Entlastungsgesetzes, erweiterte man die Kompetenzen des Amtsrichters, 1924 wurden die Amtsrichter Einzelrichter.
Während der NS-Diktatur gingen Prozesse, die den land- und forstwirtschaftlichen Grundbesitz betrafen, an das sogenannte Anerbengericht. Im Zweiten Weltkrieg wurde das Amtsgericht Volkach zum Zweigstellengericht des Amtsgerichts Gerolzhofen herabgestuft. Zum 1. Januar 1957 wurde das Zweigstellengericht Volkach nochmals per Verordnung in eine Zweigstelle des Amtsgerichts Gerolzhofen umgewandelt und Ende 1966 dann endgültig aufgelöst.